# Municipio de Biscoe
El municipio de Biscoe (en inglés: Biscoe Township) es un municipio ubicado en el  condado de Montgomery en el estado estadounidense de Carolina del Norte. En el año 2010 tenía una población de 5.765 habitantes.

## Geografía
El municipio de Biscoe se encuentra ubicado en las coordenadas 35°19′58.51″N 79°46′11.14″O / 35.3329194, -79.7697611.